# Wang Yimei
Dans ce nom chinois, le nom de famille, Wang, précède le nom personnel.
Wang Yimei (chinois simplifié : 王一梅 ; pinyin : Wáng Yīméi) est une joueuse de volley-ball chinoise née le 11 janvier 1988 à Dalian. Elle mesure 1,90 m et joue au poste d'attaquant. Elle totalise 184 sélections en équipe de Chine.

## Clubs
| Club                   | De        | À         |
| ---------------------- | --------- | --------- |
| Liaoning Volleyball    | 2000-2001 | 2012-2013 |
| Eczacıbaşı İstanbul    | 2013-2014 | 2013-2014 |
| İdmanocağı Spor Kulübü | 2014-2015 | 2014-2015 |
| Liaoning Volleyball    | 2015-2016 | 2015-2016 |
| Jakarta Elektrik PLN   | fév 2016  | mai 2016  |
| Liaoning Volleyball    | 2016-2017 | …         |

## Palmarès

### Équipe nationale
- Jeux olympiques
  -  2008 à Pékin
- Grand Prix Mondial
  - Finaliste : 2013.
- Championnat d'Asie et d'Océanie
  - Vainqueur : 2005, 2011.
  - Finaliste : 2007, 2009.
- Coupe d'Asie
  - Vainqueur : 2008, 2010.
  - Finaliste : 2012.
- Championnat du monde des moins de 20 ans
  - Finaliste : 2003.
- Championnat d'Asie et d'Océanie des moins de 18 ans
  - Vainqueur : 2003.

### Clubs
- Championnat de Chine
  - Vainqueur : 2006.
- Championnat d'Indonésie
  - Vainqueur : 2016.

### Distinctions individuelles
- Championnat d'Asie et d'Océanie de volley-ball féminin des moins de 18 ans 2003: MVP.
- Coupe d'Asie de volley-ball féminin 2008: Meilleure attaquante.
- Grand Prix mondial de volley-ball 2010: Meilleure serveuse.
- Coupe d'Asie de volley-ball féminin 2010: MVP.
- Championnat d'Asie et d'Océanie de volley-ball féminin 2011: MVP.